# Kayaköy
Kayaköy (gr. Λειβησι / Levissi) – wieś w południowo-zachodniej Turcji położona 8 km. od Fethiye.

## Historia
Miasto zostało zbudowane na miejscu starożytnego miasta Karmylissos (Καρμυλησσός) w XVIII wieku. Nastąpiło to po zniszczeniu Fethiye przez trzęsienie ziemi w 1856 i pożarze w 1885 roku.
Po wojnie grecko-tureckiej Kayaköy zostało w większości opuszczone po wymianie ludności między Grecją, a Turcją. Mieszkańcy zgłosili deklarację, aby wpisać Kayaköy na listę światowego dziedzictwa.

## Popkultura
Kayaköy było inspiracją fikcyjnej miejscowości Eskişehir, w powieści Birds Without Wings autorstwa Louisa de Bernièresa